# Ефект ехокамери (медіа)

Ехокамера - це «середовище, коли людина стикається лише з інформацією чи думками, які відображають і підкріплюють її власну думку».

Ефект ехокамери — ефект, що утворюється під час обговорення новин та посилається на ситуації, коли переконання посилюються або підсилюються спілкуванням і повторенням всередині закритої системи та ізолюються від спростування. Беручи участь у ехокамері, люди можуть шукати інформацію, яка підкріплює їхні існуючі погляди, не стикаючись з протилежними поглядами, що потенційно може призвести до випадкового підтверджувального упередження. Ехокамери можуть посилити соціальну та політичну поляризацію та екстремізм. Термін — метафора, що спирається на акустичну ехо-камеру, в якій звуки відбиваються в поле корпусу. Іншим терміном, що з’являється для цього ехо- та гомогенізуючого ефекту в межах спільнот соціальних медіа в Інтернеті, є культурний трайбалізм. Багато вчених відзначають наслідки, які потенційно можуть мати ехокамери на позиції та погляди громадян, а особливо наслідки для політики. Однак деякі дослідження припускають, що ефекти ехокамер слабкіші, ніж часто вважають.

## Концепція
Інтернет розширив різноманітність та обсяг доступної політичної інформації. Позитивним є те, що це може створити більш плюралістичну форму публічних дебатів. Негативним є вибірковий вплив на ідеологічно підтримуючі канали. В екстремальній "ехокамері" один постачальник інформації робитиме заяву, яку багато однодумців потім повторюють, чують і повторюють знову (часто в перебільшеній чи спотвореній формі), до моменту, поки більшість людей не припустить, що деяка надзвичайна варіація історії є правдою.
Ефект ехокамери виникає в Інтернеті, коли гармонійна група людей об'єднується і розвиває спільний тунельний зір. Члени дискусій в Інтернеті можуть знаходити срідні своїм думкам коментарі та ідеї, що підсилює їхні індивідуальні системи переконань через зменшення впливу чужих думок. Їхні індивідуальні системи переконань виливаються в підтверджувальне упередження щодо різних тем. Коли хтось хоче, щоб щось було істинним, він часто збирає лише ту інформацію, яка підтверджує його існуючі переконання, і ігнорує будь-які твердження, які він виявляє суперечливими, або негативно висловлюється щодо таких переконань. Особи, які беруть участь у ехокамерах, часто роблять це, тому що вони почуваються впевненіше, що їх думки будуть легше сприйняті іншими в ехокамері. Це відбувається тому, що Інтернет забезпечив доступ до широкого спектру легкодоступної інформації. Люди отримують свої новини в Інтернеті швидше через менш традиційні джерела, такі як Facebook, Google і Twitter. Ці та багато інших соціальних платформ та Інтернет-ЗМІ створили персоналізовані алгоритми, призначені для обслуговування конкретної інформації в Інтернет-стрічках людей. Цей метод курації вмісту замінив функцію традиційного редактора новин. Опосередковане розповсюдження інформації через онлайн мережі спричиняє ризик появи «бульбашки» алгоритмічного фільтру.
Важливо зазначити, що учасники ехокамери не несуть повної відповідальності за свої переконання. Опинившись всередині ехокамери, людина може дотримуватись, здавалося б, прийнятних епістемічних практик, і все ще бути тою, кого вводять в оману. Багато людей можуть застрягти в ехокамерах через фактори, що існують поза їх контролем, такі як виховання в такій середі.
Крім того, функція ехокамери не тягне за собою зниження інтересу учасника до істини. Ехокамера зосереджена на маніпулюванні рівнем довіри, щоб принципово різні установи вважалися належними джерелами влади.

## Ехокамери протиставлені епістемічним бульбашкам
В останні роки закриті епістемічні мережі все частіше відповідають за епоху постправди та фальшивих новин. Однак засоби масової інформації часто поєднують дві різні концепції соціальної гносеології: ехокамери та епістемічні бульбашки.
Епістемічна бульбашка — це інформаційна мережа, в якій важливі джерела були виключені бездіяльністю, можливо ненавмисно. Це погіршена епістемічна структура, в якій відсутній сильний зв'язок. Учасники епістемічних бульбашок не мають важливої інформації та міркувань.
З іншого боку, ехокамера — це епістемічна конструкція, в якій голоси активно виключаються та дискредитуються. Така конструкція не страждає від браку зв'язку, а прогресує шляхом методичної дискредитації всіх зовнішніх джерел. Згідно з дослідженнями, проведеними Університетом Пенсільванії, члени ехокамер стають залежними від джерел у камері та дуже стійкими до будь-яких зовнішніх джерел.
Важливе розмежування існує у силі відповідних епістемічних структур. Епістемічні бульбашки не особливо міцні. Відповідна інформація просто залишається поза увагою, а не дискредитується. Можна «лопнути» епістемічну бульбашку, якщо учаснику показати раніше відсутні інформацію та джерела.
Однак, ехокамери неймовірно міцні. Створюючи превентивну недовіру до не учасників, інсайдери будуть захищені від дійсності зустрічних доказів і продовжуватимуть зміцнювати камеру у формі замкненого циклу. Голоси ззовні лунають, але відхиляються.
Ці дві концепції принципово відрізняються і не можуть бути використані як взаємозамінні. Слід зазначити, що відмінність є концептуальною за своєю суттю, і епістемічна спільнота може застосовувати різні методи виключення в різній мірі.

### Подібні поняття
Бульбашка фільтрів — термін, придуманий інтернет-активістом Елі Паризером — це стан інтелектуальної ізоляції, який нібито може бути результатом персональних пошуків, коли алгоритм вебсайту вибірково вгадує, яку інформацію користувач хотів би бачити на основі інформації про користувача, наприклад, місцезнаходження, минула поведінка кліків та історія пошуку. Як результат, користувачі відокремлюються від інформації, яка не підходить під їхні погляди, фактично ізолюючись у власних культурних або ідеологічних бульбашках. Вибір, зроблений цими алгоритмами, є непрозорим.
Гомофілія — це схильність людей до спілкування та зв’язку з подібними. Наявність однорідності виявлено в широкому спектрі мережевих досліджень.
І ехокамери, і бульбашки фільтрів пов'язані з тим, як люди стикаються із вмістом, позбавленим суперечливих думок, і розмовно можуть використовуватися як взаємозамінні. Однак ехокамера позначає загальний феномен, при якому люди стикаються лише з інформацією однодумців, тоді як бульбашки фільтрів є результатом алгоритмів, які вибирають вміст на основі попередньої поведінки в Інтернеті, як, наприклад, в історії пошуку або активності в Інтернет-магазинах.

## Наслідки ехокамер

### Інтернет-спільноти
Соціальні спільноти в Інтернеті стають фрагментованими ехокамерами, коли однодумці об’єднуються в групи, де учасники чують аргументи в одному конкретному напрямку без жодного зустрічного аргументу. На певних онлайн-платформах, таких як Twitter, ехокамери частіше можна знайти, коли тема має більше політичний характер. Спільноти соціальних мереж — це спільноти, які вважаються одними з найпотужніших інструментів в підкріпленні чуток завдяки довірі до доказів, наданих їхньою соціальною групою та однолітками, стосовно інформації, що циркулює у новинах. На додаток до цього, користувачі можуть насолоджуватися зменшенням страху перед висловленням власної думки в Інтернеті в порівнянні з особистою розмовою, що дозволяє продовжувати взаємодію за домовленістю зі своїми однолітками.
Це може створити значні перешкоди для критичного дискурсу в Інтернет-середовищі. Соціальна дискусія та обмін потенційно можуть постраждати, коли люди мають вузьку інформаційну базу та не виходять за межі своєї мережі. В академічному блозі на Фарнам-стріт пояснюється, що бульбашка фільтрів може мати більший вплив, ніж може здаватися на перший погляд. Вона може створити ехокамери, які спонукають до переконання, що те, що людина бачить через рекламу, є єдиною правильною думкою чи перспективою.

### Офлайн-спільноти
Багато офлайн-спільнот також розділені за політичними переконаннями та культурними поглядами. Ефект ехокамери може перешкоджати людям помічати зміни в мові та культурі інших груп, крім їх власних. Інтернет-ехокамери іноді можуть впливати на готовність людини брати участь у подібних дискусіях в режимі офлайн. Дослідження 2016 року показало, що «користувачі мережі Twitter, які відчували, що їхня аудиторія в Twitter погоджується з їхньою думкою, більш охоче висловлюються з цього питання на робочому місці».

## Приклади
Ідеологічні ехокамери існували у багатьох формах протягом століть. Деякі приклади:
- Висвітлення справ про дошкільні заклади Макмартина було розкритиковано Девідом Шоу у його статтях, що отримали Пулітцерівську премію 1990 року: «Жодне з цих звинувачень остаточно не було доведено, але ЗМІ в основному діяли в зграї, як це часто робиться на великих подіях та в репортерських історіях, у друкованому та ефірному режимах, живлячись один одним, створюючи ехокамеру жахів».[26] Шоу заявив, що цей випадок «викрив основні недоліки» в таких інформаційних організаціях, як «Лінь. Поверхневість. Затишні стосунки» та «шалений пошук, щоб бути першим із останніми шокуючими твердженнями». З повагою згадує «Репортери та редактори часто відмовляються» від журналістських принципів «справедливості та скептицизму». А «часто занурене в істерію, сенсацію та те, що один редактор називає синдромом лінч-натовпу» додатково підтримує ефект ехокамери та те, як це змінює висвітлення певних типів засобів масової інформації.
- Консервативний радіоведучий Раш Лімбо та його радіо-шоу були класифіковані як ехокамера в першому емпіричному дослідженні, що стосується ехокамер, дослідники Кетлін Холл Джеймісон і Френк Капелла у своїй книзі: Echo Chamber: Rush Limbaugh and the Conservative Media Establishment (2010)[27]
- Звітування про скандал Клінтон — Левінскі було зафіксовано в журналі Time від 16 лютого 1998 р. «Суд за витоками»[28] «Преса та сукня: анатомія жахливого витоку інформації та її рикошет від стін ехокамер ЗМІ» Адама Коена.[29] Цей випадок також був детально розглянутий Проектом досконалості в журналістиці у «Історії Клінтона/Левінські: Наскільки точно? Як справедливо?»[30]
- В есе «Новий державний діяч» стверджувалося, що ехокамери пов'язані з референдумом з питань Brexit у Великій Британії.[31]
- Subreddit /r/incels та інші онлайн-спільноти incel також описуються як ехокамери.[32][33][34]
- Дискусія щодо опіоїдних препаратів та того, чи слід вважати їх придатними для тривалого підтримання болю.[35]

Завдяки новим змінам в інформаційних технологіях та способах управління ними, розуміння протилежних перспектив та досягнення спільних позицій у демократії висуваються на дебати. Ефекти, що спостерігаються від ефекту ехокамери, в основному називались такими, що виникають у політиці як ефекти цього фрагментованого методу експозиції в середовищі, як описано в цих прикладах:
- Twitter, як платформа, постійно описується як допоміжний засіб, що перешкоджає конструктивним дискусіям, які можуть допомогти різним, але одночасно існуючим позиціям, оскільки взаємодія, що відбувається протягом більшої частини часу, підсилює їхні схожі перспективи.[37] Президентські вибори 2016 року у Сполучених Штатах викликали потік дискусії про ефект ехокамери.[38] І Дональд Трамп, і Хіларі Клінтон використали цю платформу на свою користь, включивши її у власну агітацію. Виборці частіше поглинають інформацію про такі теми, як контроль над зброєю та імміграція, що узгоджується з їхніми існуючими переконаннями, оскільки вони частіше переглядають інформацію, з якою вони вже погодились.[39]
- Facebook був відображенням ефекту ехокамери під час президентських виборів 2016 року також через тенденцію пропонувати дописи, які відповідають позиціям людини. Отже, були в основному повторення вже стабільних позицій замість різноманітності думок. Журналісти стверджують, що різноманітність думок необхідна для справжньої демократії, оскільки це полегшує спілкування, і ехокамери, подібні до тих, що існували у Facebook, це гальмували. Деякі вважали, що ехокамери зіграли велику роль у успіху Дональда Трампа на президентських виборах 2016 року.[40]

## Контрзаходи

### Від медіа-компаній
Деякі компанії також докладають зусиль для боротьби з наслідками ехокамер за допомогою алгоритмічного підходу. Гучним прикладом цього є зміни, внесені Facebook на свою сторінку «Популярне», яку Facebook змінив, перейшовши з відображення одного джерела новин на кілька джерел новин на одну тему чи про деяку подію. Метою цього було розширити спектр джерел новин для будь-якого даного заголовку, а отже, піддавати читачів різним точкам зору. Існують стартапи, які створюють додатки з метою заохочення користувачів відкривати свої ехо-камери. UnFound.news пропонує програму з підібраною новин від штучного інтелекту, що представляє читачам новини з різними і чіткими точками зору, допомагаючи їм формувати раціональну та обґрунтовану думку, а не піддаватися власним упередженням. Це також підштовхує читачів до переглядання різних точок зору, якщо їх модель читання упереджена до однієї сторони/ідеології. Інший приклад — бета-версія новин BuzzFeed, яка називається “Outside Your Bubble”. Цей експеримент додає модуль внизу статей BuzzFeed News, щоб показати реакцію різних платформ, таких як Twitter, Facebook та Reddit. Ця концепція спрямована на забезпечення прозорості та запобігання упередженим розмовам, що урізноманітнюють точки зору, яким піддаються їхні читачі.